# Kleine bergerebia
De kleine bergerebia (Erebia melampus) is een vlinder uit de onderfamilie Satyrinae, de zandoogjes en erebia's.
De kleine bergerebia komt in de Alpen voor en vliegt van 800 tot 2400, vooral tussen 1600 en 2000, meter boven zeeniveau. De soort komt voor in veel biotopen en is in de Alpen een algemene vlinder.
Als waardplanten worden schaduwgras (Poa nemoralis), gewoon reukgras (Anthoxanthum odoratum) en genaald schapengras (Festuca ovina) gebruikt. De rups overwintert. Voor de overwintering eet hij overdag, erna alleen 's nachts.
De kleine bergerebia heeft een spanwijdte van 30 tot 36 mm. De vliegtijd is van juli tot september.